# نصیرآباد (شاهرود)
نصیرآباد یک روستا در ایران است که در دهستان خرقان (شاهرود) واقع شده‌است.